# Porto (fleuve)
Pour les articles homonymes, voir Porto (homonymie).
Le Porto est un petit fleuve côtier français de l'île de Corse. Il coule dans le département de la Corse-du-Sud. 

## Géographie

L'embouchure du Porto

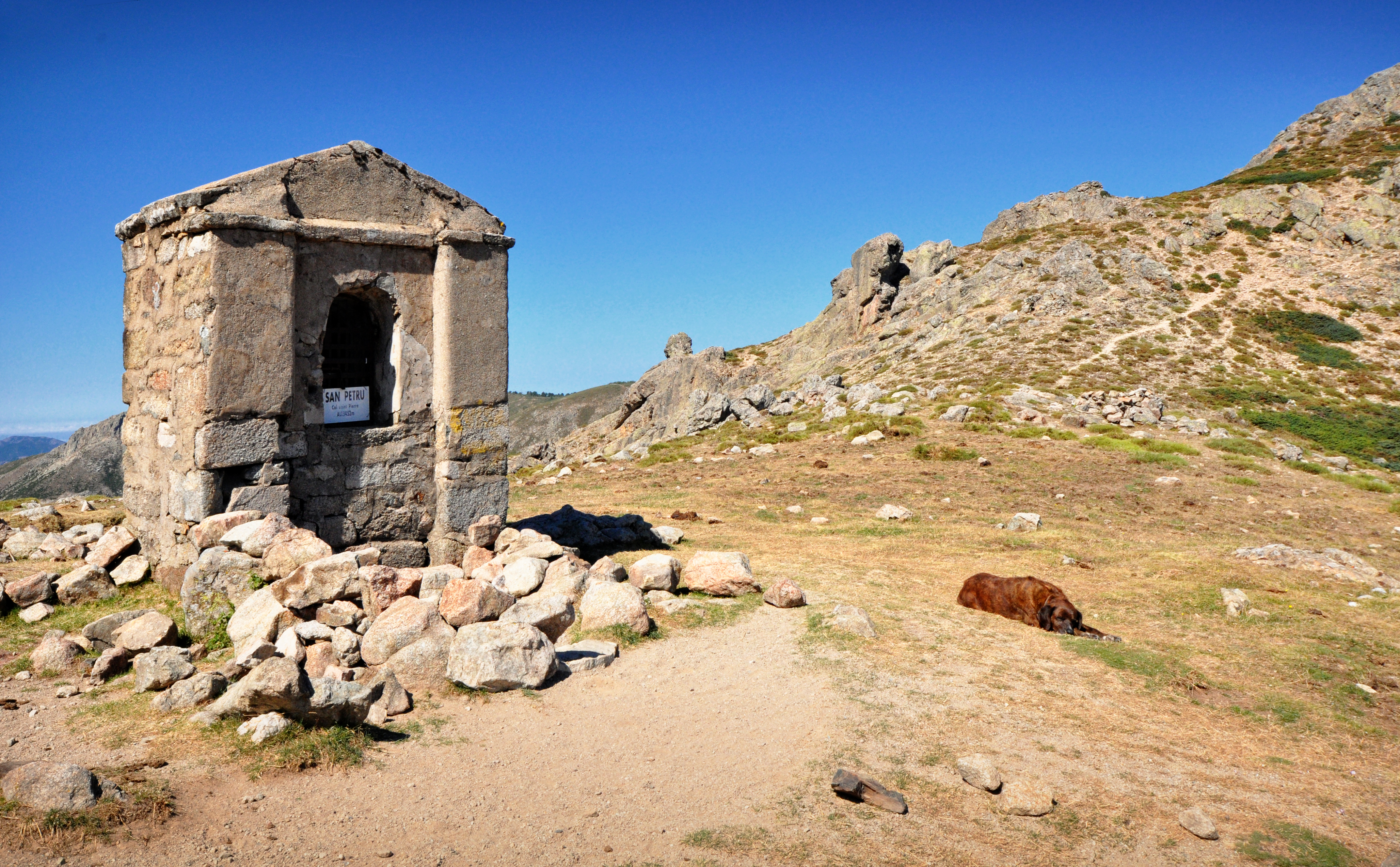
Bocca San Pedru

Ce fleuve côtier prend naissance sur le territoire de la commune Cristinacce, où il s'appelle ruisseau de San-Petru, à 1 600 mètres d'altitude, près du Capu a Rughia (1 712 m) et de Bocca San Pedru (Col Saint-Pierre) sur le GR 20.
Il s'oriente rapidement en direction de l'ouest, direction qu'il maintiendra tout au long de son parcours. 
Après avoir baigné les communes de Marignana, Évisa et Ota, et parcouru 23,3 km, il se jette dans la mer Méditerranée dans le golfe de Porto, au pied de la tour de Porto.
Dans la partie haute de son cours, le Porto s'appelle aussi pour Géoportail, le ruisseau de Tavulella ou même la rivière de Tavulella. 
En quittant la commune d'Évisa, le ruisseau de Tavulella traverse les gorges de la Spelunca où il reçoit les eaux du ruisseau d'Aïtone. Plus en aval, après le pont de la route D124, il reçoit les eaux du ruisseau de Lonca et prend à partir de cette confluence, le nom de rivière de Porto. 
Les fleuves côtiers voisins sont au nord le Fango, au sud  le Liamone.

### Communes et cantons traversés
Dans le seul département de la Corse-du-Sud, le Porto traverse quatre communes et un seul canton :
- dans le sens amont vers aval : Cristinacce (source), Marignana, Évisa, Ota (embouchure).

Soit en termes de cantons, le Porto prend source, traverse et conflue sur un seul canton : celui de canton des Deux-Sevi.

### Bassin versant
la rivière de Porto traverse une seule hydrographique « Ruisseau de Porto » (Y791) pour une superficie de 133 km2. Ce bassin versant est constitué à 98,82 % de « forêts et milieux semi-naturels », 0,80 % de « territoires artificialisés », 0,47 % de « territoires agricoles ».

### Organisme gestionnaire
L'organisme gestionnaire est le Comité de bassin de Corse, depuis la loi corse du 22 janvier 2002.

## Affluents

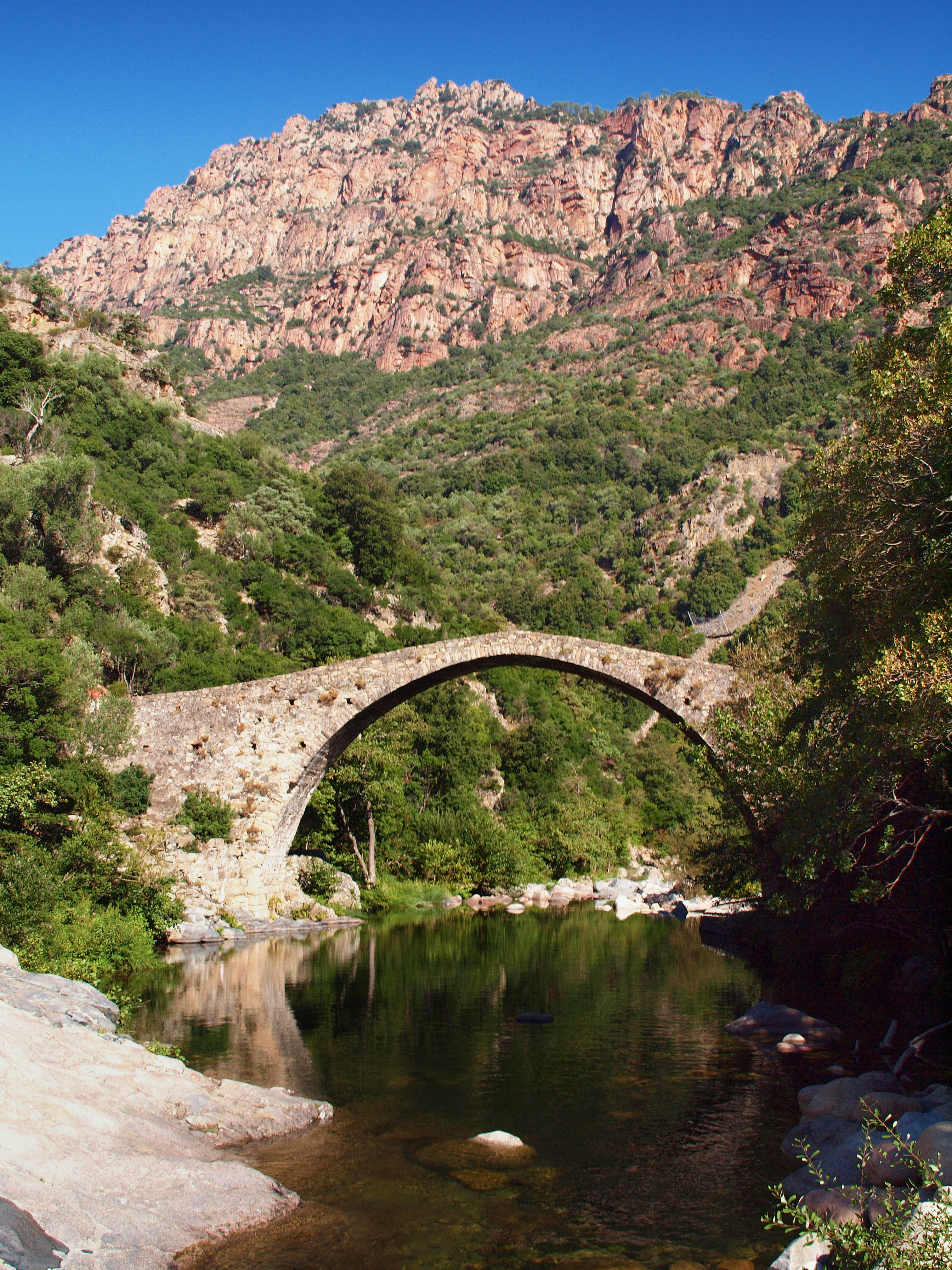
Pont de Pianella (Ota)

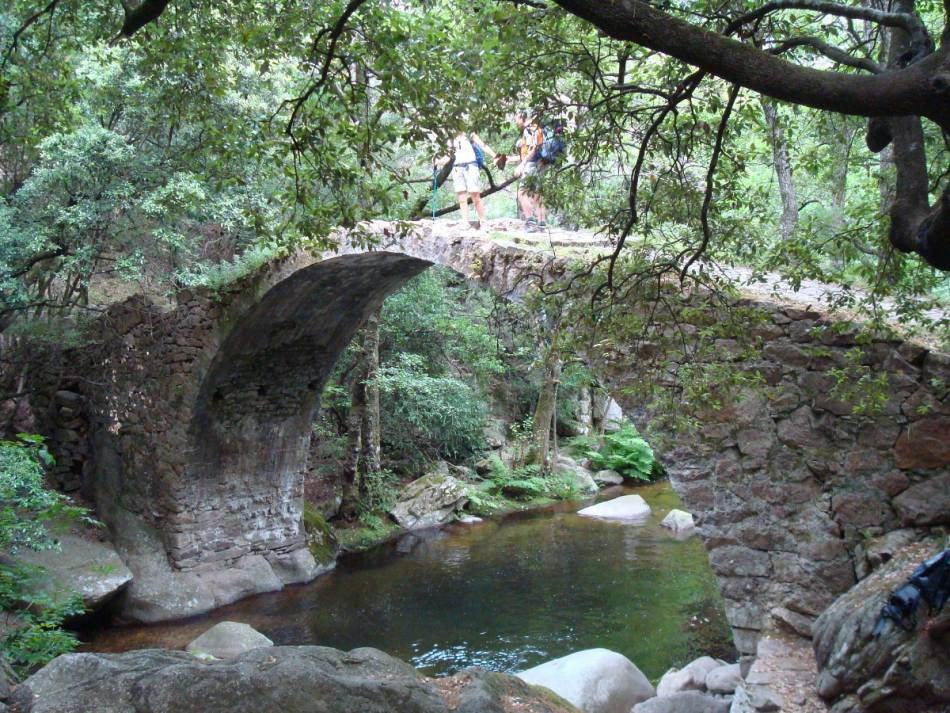
Pont de Zaglia dans les gorges de la Spelunca

Le Porto a dix-neuf affluents référencés :
- le ruisseau de Pettinelli (rd) 1 km sur les quatre communes de Cristinacce, Albertacce, Évisa, Letia.
- le ruisseau de Faeta (rg) 2,4 km sur les trois communes de Cristinacce, Évisa, Letia.
- le ruisseau d'Albia (rd) 1,5 km sur les quatre communes de Cristinacce, Albertacce, Évisa, Letia.
- le ruisseau de Bartoli (rd) 1,5 km sur les trois communes de Cristinacce, Évisa, Letia.
- le ruisseau d'Erbaghiu Vecchiu (rg) 1,6 km sur les deux communes de Cristinacce, Letia avec un affluent :
  - le ruisseau de la Rocca (rd) 1,1 km sur les deux communes de Cristinacce, Letia.
- le ruisseau de Vignale (rd) 2,4 km sur les trois communes de Cristinacce, Évisa, Letia.
- le ruisseau de Fiume Seccu (rg) 1,7 km sur les quatre communes de Cristinacce, Marignana, Évisa, Letia.
- le ruisseau de Cotto (rd) 1,3 km sur les trois communes de Cristinacce, Marignana, Évisa.
- le ruisseau de Crocicchia (rg) 1,1 km sur les deux communes de Marignana, Évisa.
- le ruisseau d'Ariola (rd) 2,2 km sur les deux communes de Marignana, Évisa.
- le ruisseau de Campi Solcu (rg) 2,8 km sur les trois communes de Marignana, Ota, Évisa.

...

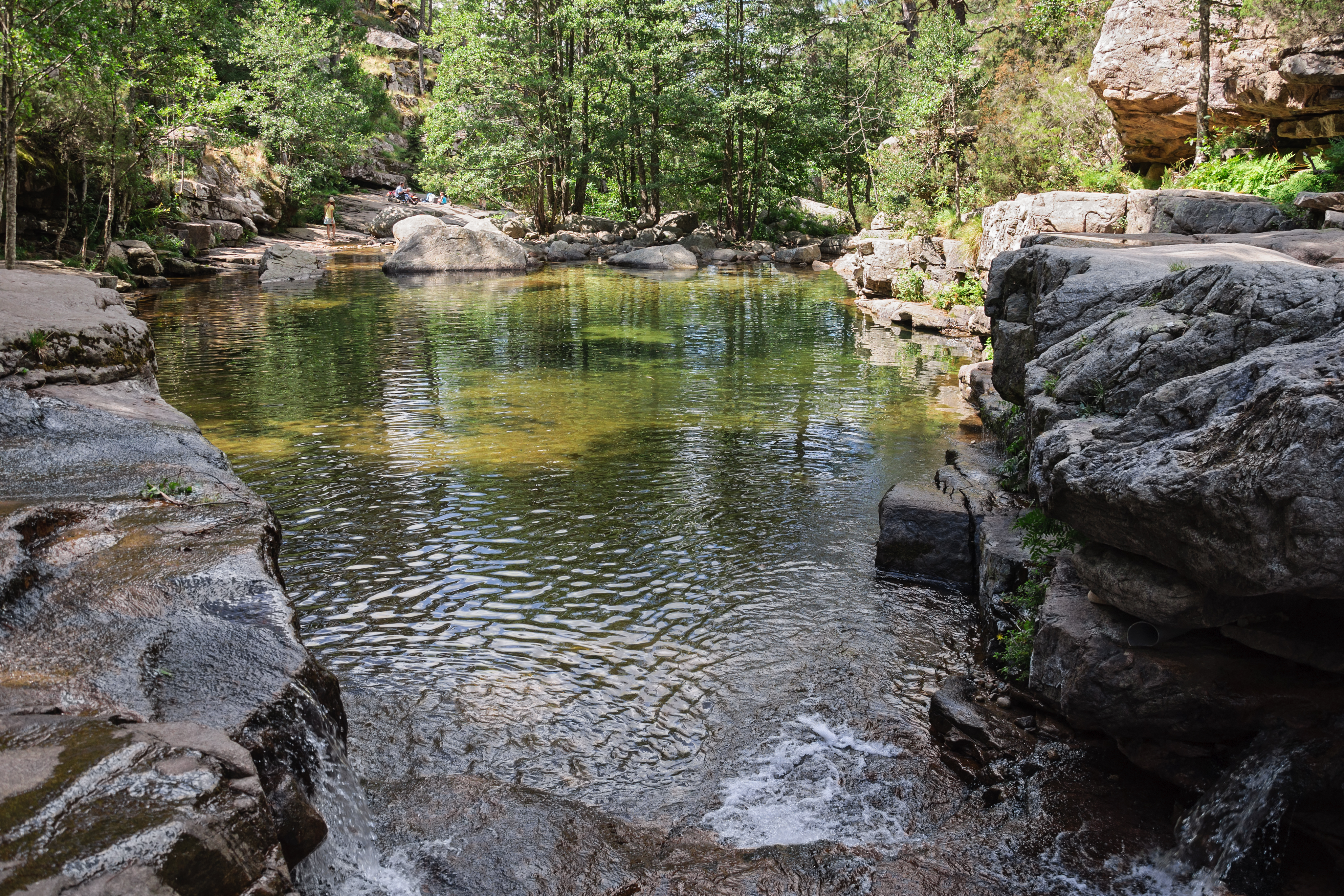
Les piscines naturelles de l'Aïtone

- le ruisseau d'Aïtone ou ruisseau de Verghio (rd) 11,9 km[7] sur les cinq communes de Cristinacce, Marignana, Ota, Albertacce, Évisa avec sept affluents :
  - le ruisseau de Manuella (rg) 1,5 km sur les deux communes de Albertacce, Évisa.
  - le ruisseau de Rughia (rg) 1,5 km sur les trois communes de Cristinacce, Albertacce, Évisa.
  - le ruisseau de Luzzichelli (rd) 2,4 km sur les deux communes de Albertacce, Évisa.
  - le ruisseau de Casterica (rd) 3 km sur les deux communes de Albertacce, Évisa.
  - le ruisseau de Sindacchi (rg) 2,2 km sur les trois communes de Cristinacce, Évisa, Letia avec un affluent :
    - le ruisseau de Carchetu (rd) 1,4 km sur les trois communes de Cristinacce, Albertacce, Évisa.

  - le ruisseau de Punticelli (rg) 1,2 km sur les deux communes de Cristinacce, Évisa avec un affluent :
    - le ruisseau de Novali Piani (rd) 1 km sur les trois communes de Cristinacce, Évisa, Letia.

  - le ruisseau de Spurtella ou ruisseau de Cuccavera (rd) 5,2 km sur la seule commune de Évisa.

- le ruisseau de Lonca (rd) 15,4 km[8] sur les deux communes de Évisa et Ota[note 1] avec huit affluents :
  - le ruisseau de Calavalonda (rg) 3 km sur la seule communes de Évisa[note 2].
  - le ruisseau de Piscio (rg) 1,4 km sur la seule communes de Évisa.
  - le ruisseau de Pozzitondi (rd) 1,7 km sur la seule communes de Évisa.
  - le ruisseau de San Leonardo (rg) 2,9 km sur la seule commune d'Évisa.
  - le ruisseau de Forca Al Tassi (rd) 4 km sur les deux communes de Manso, Évisa.
  - le ruisseau de Lumio (rd) 1,1 km sur les deux communes de Serriera, Évisa.
  - le ruisseau de Casa Infurcata (rg) 2,1 km sur les deux communes de Ota, Évisa.
  - le ruisseau de Corgola (rd) 1 km sur les trois communes de Ota, Serriera, Évisa.

...
- le ruisseau de Rotte (rg) 0,9 km sur les trois communes de Marignana, Ota, Évisa.
- le ruisseau d'Aghiola (rd) 1,3 km sur les deux communes de Marignana, Ota.
- le ruisseau de Lamatoghiu (rg) 3,4 km sur les deux communes de Marignana, Ota avec trois affluents :
  - le ruisseau de Stazzona (rg) 1,2 km sur les deux communes de Marignana, Ota.
  - le ruisseau de Pertusella (rg) 1,6 km sur les deux communes de Marignana, Ota.
  - le ruisseau de Campoghiu (rg) 2,6 km sur les deux communes de Marignana, Ota avec un affluent :
    - le ruisseau de Pirellu (rg) 1,1 km sur les deux communes de Marignana, Ota.

- le ruisseau de l'Onda (rg) 3,4 km sur les deux communes de Marignana, Ota avec un affluent :
  - le ruisseau u Vitullu (rg) 3,3 km sur les deux communes de Marignana, Ota.
- le ruisseau d'Enova (rd) 3,5 km sur la seule commune de Ota avec un affluent :
  - le ruisseau de Vitrone (rg) 1,8 km sur les deux communes de Serriera, Ota.
- le ruisseau u Riu (rg) 2,6 km sur la trois communes de Marignana, Ota, Piana.

### Rang de Strahler
Le rang de Strahler est de quatre.

## Hydrologie

### Le Porto à Ota
Une station hydrologique est implantée à Ota, depuis 1996, à 205 mètres d'altitude, pour un bassin versant de 103 km2 et un module de 2,76 m3/s. En cas de crue, son débit maximal instantané a été le 6 novembre 2000 de 496 m3/s et pour un débit journalier maximal, à la même date, de 145 m3/s. la hauteur maximale instantanée a été le même jour, de 458 cm. Le débit QJ de crue décennale s'établit à 95 m3/s et le QJ vicennal à 110 m3/s soit 40 à 45 fois environ le débit nominal ou module.

## Aménagements et écologie

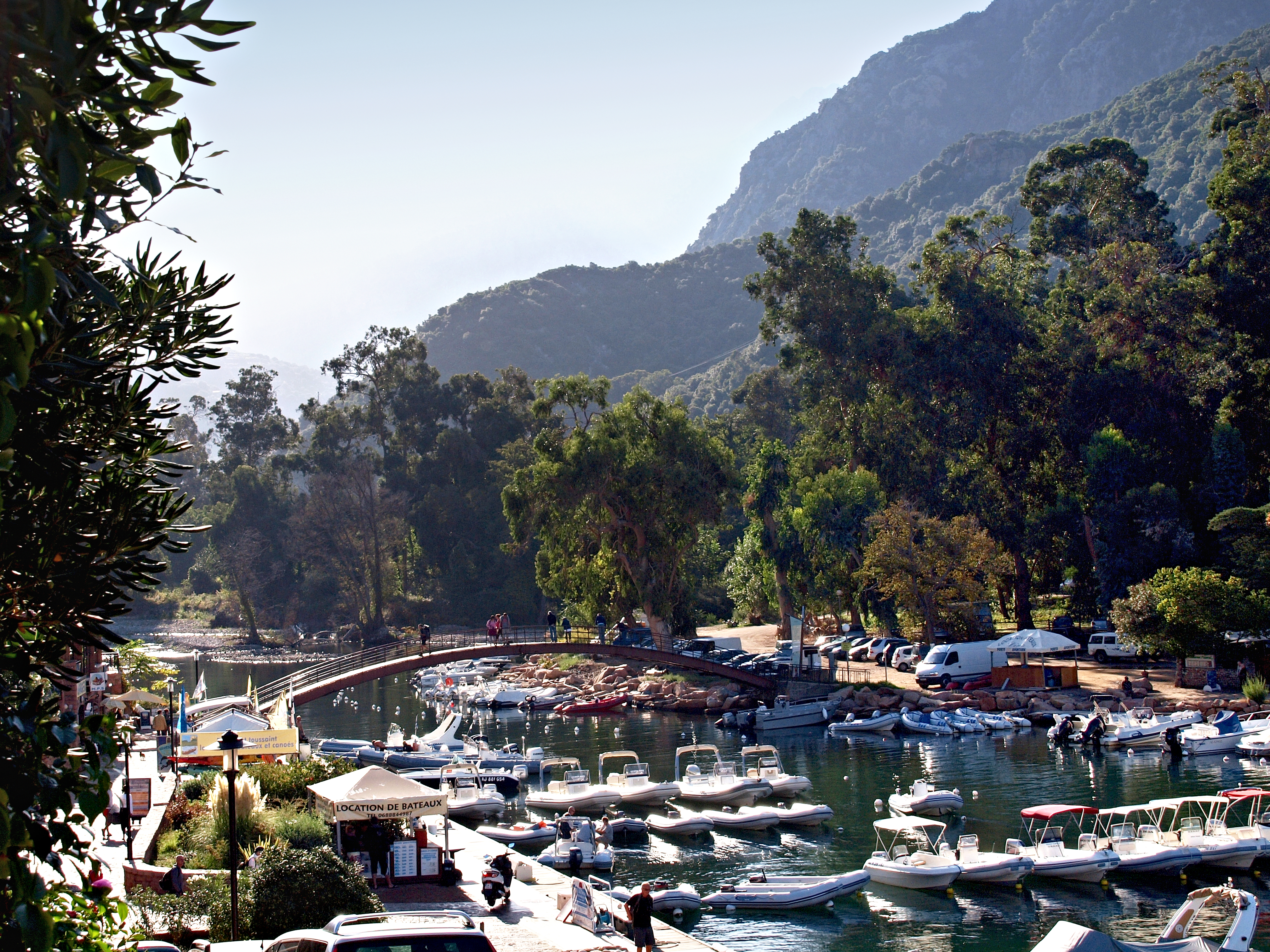
Passerelle de la marine

Le petit port de Porto Marina se trouve à l'abri dans son embouchure.

### Ponts
Deux ponts ont été construits sur le Porto du temps des génois, principalement pour la transhumance. Le chemin était jadis utilisé par les bergers niolins pour franchir la rivière et amener leur troupeau sur le littoral :
- Le pont de Zaglia. Situé à cheval sur le ruisseau de Tavulella dans les gorges de Spelunca (Spilonca), il est classé Monument historique par arrêté du 26 juin 1990[9].

- Le pont de Pianella. Ce pont enjambe le Porto au lieu-dit Ponte-Vecchju (Ota). Le pont de Pianella qui date du XVe siècle, est classé Monument historique par arrêté du 29 novembre 1976[10].